# Автошлях Т 1646
Автошля́х Т 1646 — колишній автомобільний шлях територіального значення в Одеській області. Проходив територією Захарівського, Подільського та Ананьївського районів через Захарівку — Шевченкове. Загальна довжина — 50,9 км.

## Маршрут
Автошлях проходить через такі населені пункти:
| Автошлях Т 1646    |        |
| Одеська область    |        |
| Захарівський район |        |
| Захарівка          | Т 1614 |
| Стоянове           |        |
| Балашове           |        |
| Новопавлівка       |        |
| Гірківка           |        |
| Дементівка         |        |
| Оленівка           |        |
| Мар'янівка         |        |
| Подільський район  |        |
| Мардарівка         |        |
| Топик              |        |
| Ананьївський район |        |
| Долинське          |        |
| Шевченкове         |        |
|                    | Р71    |